# 道·布羅許
道·布羅許（Doug Brochu，1990年9月29日—）是美國的一位演員、喜劇演員和配音演員。他出演過眾多迪士尼頻道的原創電影和電視劇。他的哥哥克里斯·布羅許也是一位演員。

## 職業生涯
Brochu 曾出現在My Fair Lady、Smokey Mountain Christmas、The Play's The Thing和Forever Broadway的舞台劇中。他還在Nickelodeon的Zoey 101和iCarly擔任客串主演。Brochu 在Sonny with a Chance和So Random中扮演 Grady Mitchell 的主要角色，Brochu還在Disney XD的《國王對》中扮演了 Oogie 的特別客串角色。2011 年，Brochu 成為了在迪士尼頻道播出 的迪士尼 Friends for Change Games 的一員。